# Colonia de artistas de Grez-sur-Loing

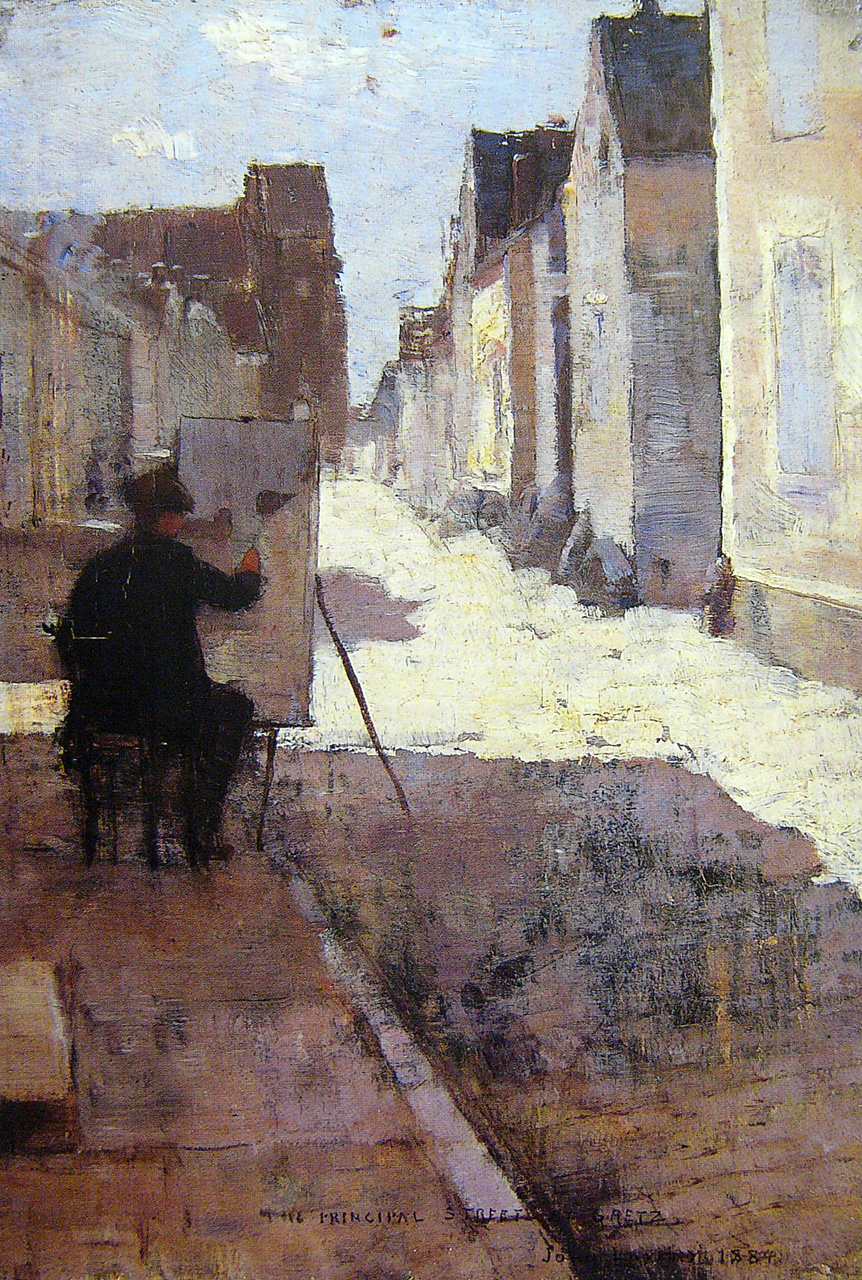
Calle principal de Grez, por John Lavery

Grez-sur-Loing se encuentra a 70 km al sur de París y destaca por los artistas y músicos que han vivido o se han alojado allí. La pintora Fernande Sadler se convirtió en alcaldesa, animó a la comunidad a adquirir pinturas y escribió sobre los artistas que vivían allí.

## Artistas residentes
El artista sueco Carl Larsson conoció a su mujer Karin Bergöö durante su estancia en Grez. Otros residentes incluyeron al artista irlandés Frank O'Meara, los artistas suecos Karl Nordström, Carl Larsson, Emma Chadwick, Julia Beck y Bruno Liljefors, así como el dramaturgo August Strindberg, los miembros daneses y noruegos de los pintores de Skagen y el escritor Robert Louis Stevenson. Los artistas estadounidenses fueron entre otros John Singer Sargent, Francis Brooks Chadwick, Robert Vonnoh, Edward Simmons, Will Hicok Low, Theodore Robinson, Willard Metcalf, Bruce Crane y Kenyon Cox. Grez aparece en muchas pinturas de los artistas de la Escuela de Glasgow, donde se destaca claramente el puente sobre el río. Fueron residentes en el pueblo a principios del siglo XX.
Los músicos también emigraron a Grez-sur-Loing. El compositor inglés Frederick Delius vivió aquí y dictó una serie de obras a su amanuense, Eric Fenby, allí. Su casa fue representada en la película Song of Summer de Ken Russell de 1968, que fue filmada en Inglaterra. Delius murió en Grez el 10 de junio de 1934. La soprano estadounidense especialista en canciones folclóricas Loraine Wyman pasó varios años allí a partir de 1928, después de su retiro del canto.